# کریسپر تراپیوتیکس
کریسپر تراپیوتیکس (انگلیسی: CRISPR Therapeutics) شرکت داروسازی آمریکایی است، که در سال ۲۰۱۳ توسط امانوئل شرپانتیه تأسیس شد.